# Czerkieska Dywizja Konna
Czerkieska Dywizja Konna (ros. Черкесская конная дивизия) – kawaleryjska jednostka wojskowa białych podczas wojny domowej w Rosji.
Od początku marca 1918 r. istniał 600-osobowy Czerkieski Pułk Konny pod dowództwem Czerkiesa płk. Sułtana Gireja-Kłycza. Pod koniec 1918 r. w Jekaterynodarze została sformowana Czerkieska Dywizja Konna. Nieformalnie była też nazywana Dziką Dywizją Konną. 18 listopada tego roku weszła w skład Armii Ochotniczej gen. Antona I. Denikina. 21 grudnia dowódcą został gen. mjr Sułtan Girej-Kłycz. Szefem sztabu był płk Biekiłow. Dywizja składała się z 1, 2, 3 i 4 Czerkieskich Pułków Konnych oraz Karaczajewskiego Pułku Konnego. Liczyła jedynie ok. 1,2 tys. żołnierzy. Rozkazem gen. A. I. Denikina Czerkieska Dywizja Konna z powodu strat i małej liczebności została przeformowana w Czerkieski Pułk Konny, który od lutego do kwietnia tego roku wchodził w skład III Korpusu Konnego Kaukaskiej Armii Ochotniczej. W kwietniu został znowu rozwinięty w Czerkieską Dywizję Konną. Działała wówczas na Kubaniu. Walczyła pod Carycynem. Wiosną 1920 r. dywizję, walczącą na północnym Kaukazie, z powodu dużych strat ponownie przeorganizowano w Czerkieski Pułk Konny. Rozkazem gen. Piotra N. Wrangla z 6 maja tego roku został rozwiązany. Resztki pułku na czele z gen. mjr. Sułtanem Girejem-Kłyczem przeszły z północnego Kaukazu na terytorium Demokratycznej Republiki Gruzji, gdzie zostały internowane.